# 河亶甲
河亶甲（？—？），在甲骨文中作戔甲，姓子，名整，外壬之弟，商朝前任君主中丁之弟。河亶甲在位時商朝再度衰落。《竹書紀年》稱他把國都由囂遷往相，在位期間曾討伐藍夷、班方等外族。《太平御覽》卷83引《史記》、今本《竹書紀年》、《冊府元龜》、《資治通鑑前編》、《資治通鑑外紀》、《通志》、《皇極經世》均稱河亶甲在位九年。